# Campeonato de la AFLP 1970
La temporada del Campeonato de la AFLP de 1970 se realizó con la participación de 9 equipos, no habiendo ese año descenso ni promoción.
El campeón del Certamen fue The Strongest.

## Campeonato de la AFLP
El Campeonato de la AFLP es un torneo profesional de La Paz en Bolivia que organiza la Asociación de Fútbol de La Paz. El Campeón de 1970 fue el Club The Strongest siendo este el 22º título de su historia.
El torneo se jugó en formato de todos contra todos.
Participaron los equipos del Club Always Ready, Bolívar, Chaco Petrolero, Universitario de La Paz, Municipal, Club The Strongest, Club Mariscal Santa Cruz y Club Deportivo 31 de Octubre y Ferroviario.

### Tabla de Posiciones[2]
| Pos | Equipo              | Pts | PJ | G  | E | P  | GF | GC | Dif |
| --- | ------------------- | --- | -- | -- | - | -- | -- | -- | --- |
| 1º  | The Strongest (C)   | 28  | 19 | 11 | 6 | 2  | 57 | 31 | +26 |
| 2º  | Chaco Petrolero     | 27  | 19 | 11 | 5 | 3  | 48 | 30 | +18 |
| 3º  | Municipal           | 24  | 19 | 10 | 4 | 5  | 46 | 29 | +17 |
| 4º  | Mariscal Santa Cruz | 21  | 19 | 8  | 5 | 6  | 36 | 36 | 0   |
| 5º  | Ferroviario         | 19  | 20 | 7  | 5 | 8  | 30 | 36 | -6  |
| 6º  | Bolívar             | 18  | 20 | 7  | 4 | 9  | 32 | 21 | +11 |
| 7º  | 31 de Octubre       | 14  | 20 | 4  | 6 | 10 | 21 | 34 | -13 |
| 8º  | Always Ready        | 13  | 20 | 5  | 3 | 12 | 25 | 43 | -18 |
| 9º  | Universitario       | 12  | 20 | 5  | 2 | 13 | 22 | 55 | -33 |

| Campeón Paceño 1970 The Strongest 18º Título de la Liga Paceña |

|  |                      |
|  | Campeón.             |
|  | Ascensos: "No hubo". |